# Jardin créole

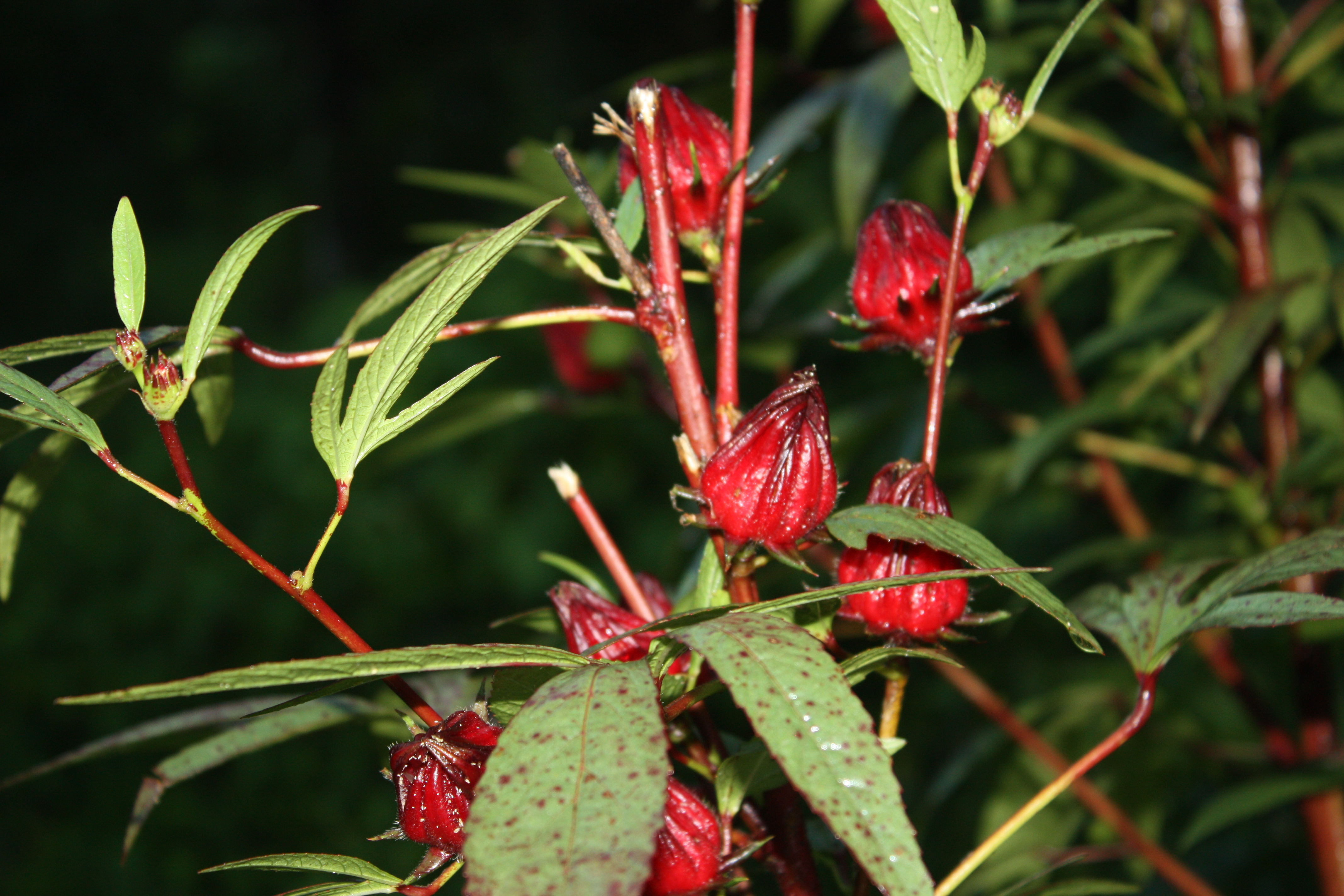
Hibiscus Roselle (hibiscus sabdariffa) poussant dans un jardin créole en Martinique.

Le jardin créole ou jardin de case est un type d'agroécosystème fréquent en Guyane, aux Antilles et à La Réunion, caractérisé par l'association d'une grande diversité d'espèces de plantes d'ornement, de plantes médicinales et de cultures vivrières formant plusieurs strates de végétation sur un espace étroit. Le jardin créole est un jardin vivrier travaillé à la main à l'aide de peu d'outils.
Le jardin créole est souvent présenté comme un modèle pour concevoir des agroécosystèmes productifs et respectueux de l'environnement, par exemple dans le cadre de l'agroécologie ou de l'intensification écologique,.

## Le jardin créole des Antilles
Dans les jardins créoles des Antilles, souvent situés dans les mornes ou en forêt, on a une omniprésence de l'arbre à pain, dont le fruit permet de nourrir jusqu'à cinq personnes. Il est l'héritier du jardin ichali, des pratiques des Amérindiens, des esclaves et des Européens. Il repose aujourd'hui sur une polyculture vivrière. Selon les îles, le rôle des plantes médicinales varie. 
Le jardin créole pourrait amener à une autonomie alimentaire des îles. En effet, lors de la Seconde Guerre mondiale, les jardins ont permis à la Guadeloupe de survivre alors qu'elle était soumis à un blocus an tan Sorin.
Le concours Jaden an nou mis en place en Guadeloupe en 2022 instaura la culture des jardins créoles dans les établissements scolaires de l'île.

## Le jardin créole à La Réunion
C'est un jardin traditionnel qui obéit à une organisation particulière autour de la maison, la « case ».
On y entre par un élément architectural symbolique, le « baro », ou portail, qui marque la séparation entre la rue et la « cour », nom donné localement au jardin. Parfois richement décoré et ajouré, il permet aux passants d'observer la propriété. 
On distingue l'avant de la maison, caractérisé par une symétrie des plantes et arbres ornementaux autour d'une allée centrale menant généralement à une « varangue », et l'arrière de la maison, plus intime, quant à lui réservé aux usages du quotidien : une abondance de plantes médicinales, d'herbes aromatiques, d'arbres fruitiers côtoient le « boucan », où l'on cuisine au feu de bois en extérieur, un lavoir ou des abris pour animaux. On y trouve par exemple de l'Aloe Vera, du Géranium rosat, du Basilic, du Caloupilé, du Combava. Une serre est parfois dédiée aux collections d'orchidées.
Ce type de jardin tend à disparaître avec l'urbanisation croissante à La Réunion. On le trouve néanmoins encore dans les hauts de l'île.